# Mihai Stan (actor)
Mihail Stan (n. 12 iulie 1940, București, România) este un actor român de film, radio, scenă, televiziune și voce.

## Operă

### Actor de recitare (de voce)
Mihail Stan a devenit cel mai bine cunoscut publicului larg odată cu interpretarea poemului-baladă Mistrețul cu colți de argint al scriitorului român Ștefan Augustin Doinaș , în anii 1970 și 1980, pe scenele și stadioanele unde Cenaclul Flacăra a activat scenic sub directa regie, selecție și prezentare a poetului Adrian Păunescu.

## Filmografie[2]
- 1966 - Șah la rege
- 1972 - Veronica - Corbul
- 1973 - Veronica se întoarce - Corbul
- 1980 - Întoarcerea lui Vodă Lăpușneanu
- 1980 - Bună seara, Irina!
- 1981 - Probleme personale - Frizerul
- 1982 - Înghițitorul de săbii